# 정암리 청도김씨 정려
정암리 청도김씨 정려는 충청남도 부여군 장암면 청암리에 있는 정려이다. 2008년 12월 15일 부여군의 향토문화유산 제100호로 지정되었다.

## 지정 사유
총 김영남, 김기태, 김태현의 처 평택임씨, 김요일을 모신 정려로 정면 4칸, 측면 1칸의 규모이다. 청도김씨 정려각은 충·효·열의 정려를 함께 모신 흔치 않은 건물로써 규모 또한 전면 4칸으로 부여지역의 정려건축에서는 유일하다. 건립이 후 수차례 중수를 통해 건립다시 규모보다 크게 확장된것으로 분석되지만 4칸의 정려는 흔치 않은 사례이고, 구조적으로도 주도위에 도리방향의 첨차를 두고 대량을 받치고 있는 공포 수법 등이 특징적이라 할 수 있다.